# Brenelle
Brenelle ist eine französische Gemeinde mit 194 Einwohnern (Stand: 1. Januar 2022) im Département Aisne in der Region Hauts-de-France (frühere Region: Picardie). Sie gehört zum Arrondissement Soissons und zum Kanton Fère-en-Tardenois. Die Einwohner werden als Brenellois(es) bezeichnet. Die Gemeinde trägt das Croix de guerre 1914–1918.

## Geographie
Die Gemeinde Brenelle mit dem Ortsteil La Cormorande liegt auf einem Plateau zwischen den Flusstälern von Aisne und Vesle, etwa 17 Kilometer östlich von Soissons. Nachbargemeinden von Brenelle sind Presles-et-Boves und Cys-la-Commune im Norden, Courcelles-sur-Vesle im Osten, Braine im Süden und Chassemy im Westen.

## Geschichte
Der 1147 als Branella genannte Ort war im Mai 1918 während der Schlacht an der Aisne Schauplatz schwerer Kämpfe im Ersten Weltkrieg.

### Bevölkerungsentwicklung
| Jahr                       | 1962 | 1968 | 1975 | 1982 | 1990 | 1999 | 2010 | 2021 |
| Einwohner                  | 164  | 204  | 168  | 189  | 184  | 190  | 199  | 195  |
| Quellen: Cassini und INSEE |      |      |      |      |      |      |      |      |

## Sehenswürdigkeiten
- Kirche Saint-Pierre aus dem 12. bis 16. Jahrhundert, 1921 als Monument historique klassifiziert (Base Mérimée PA00115556).
- Kreuzigungsgruppe (Calvaire).
- Kriegerdenkmal (Monument aux morts).

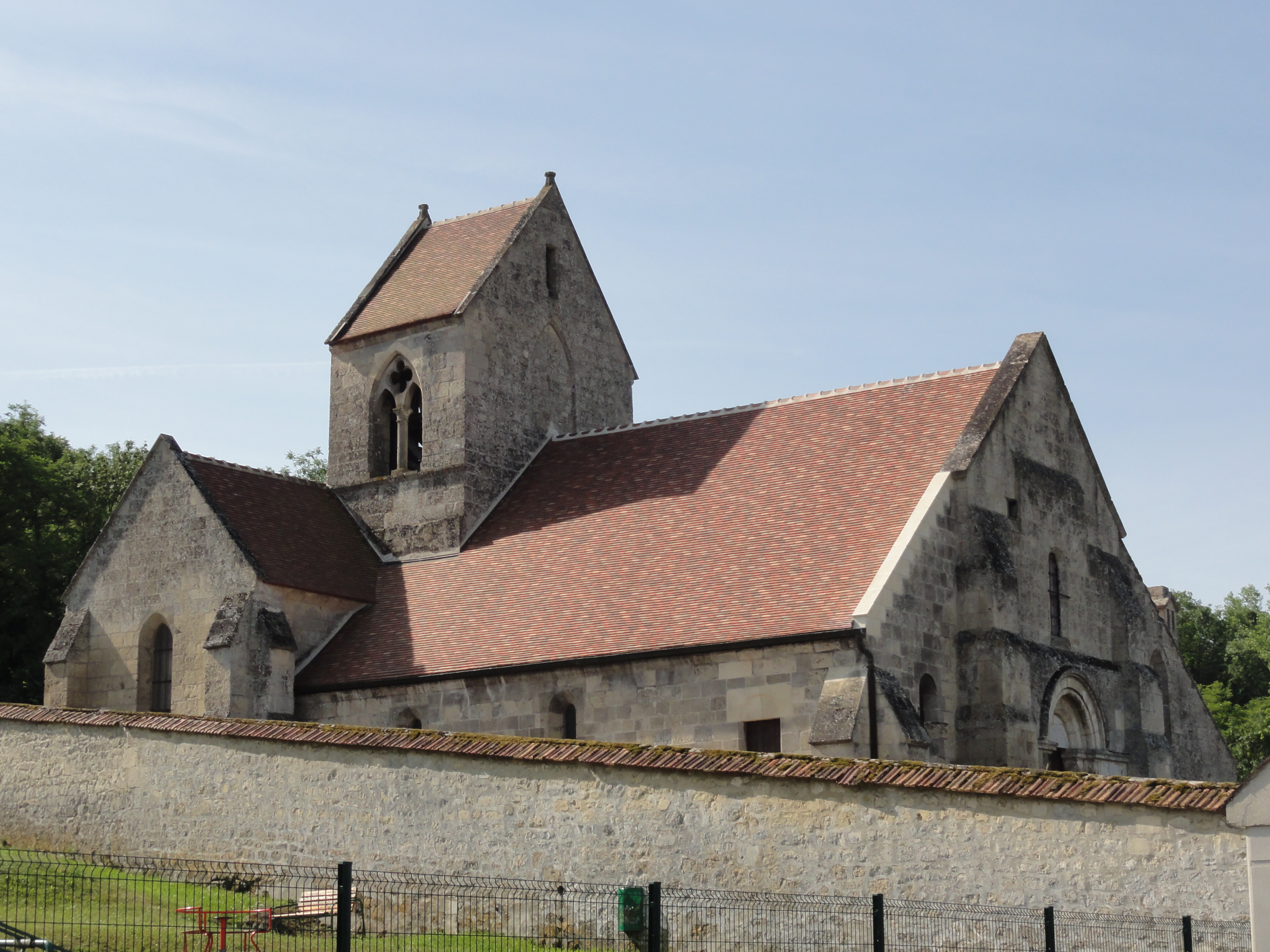
Kirche Saint-Pierre
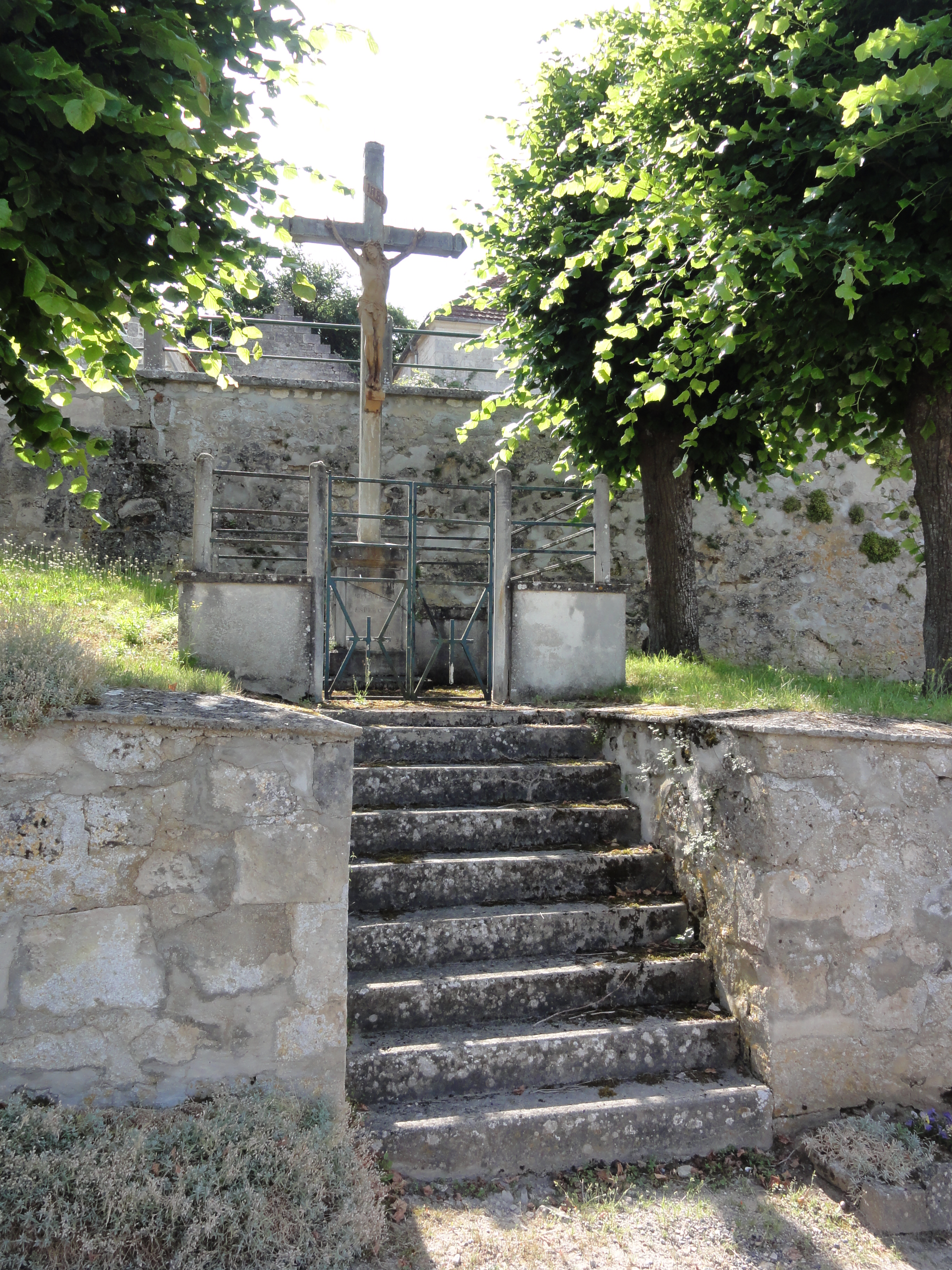
Calvaire
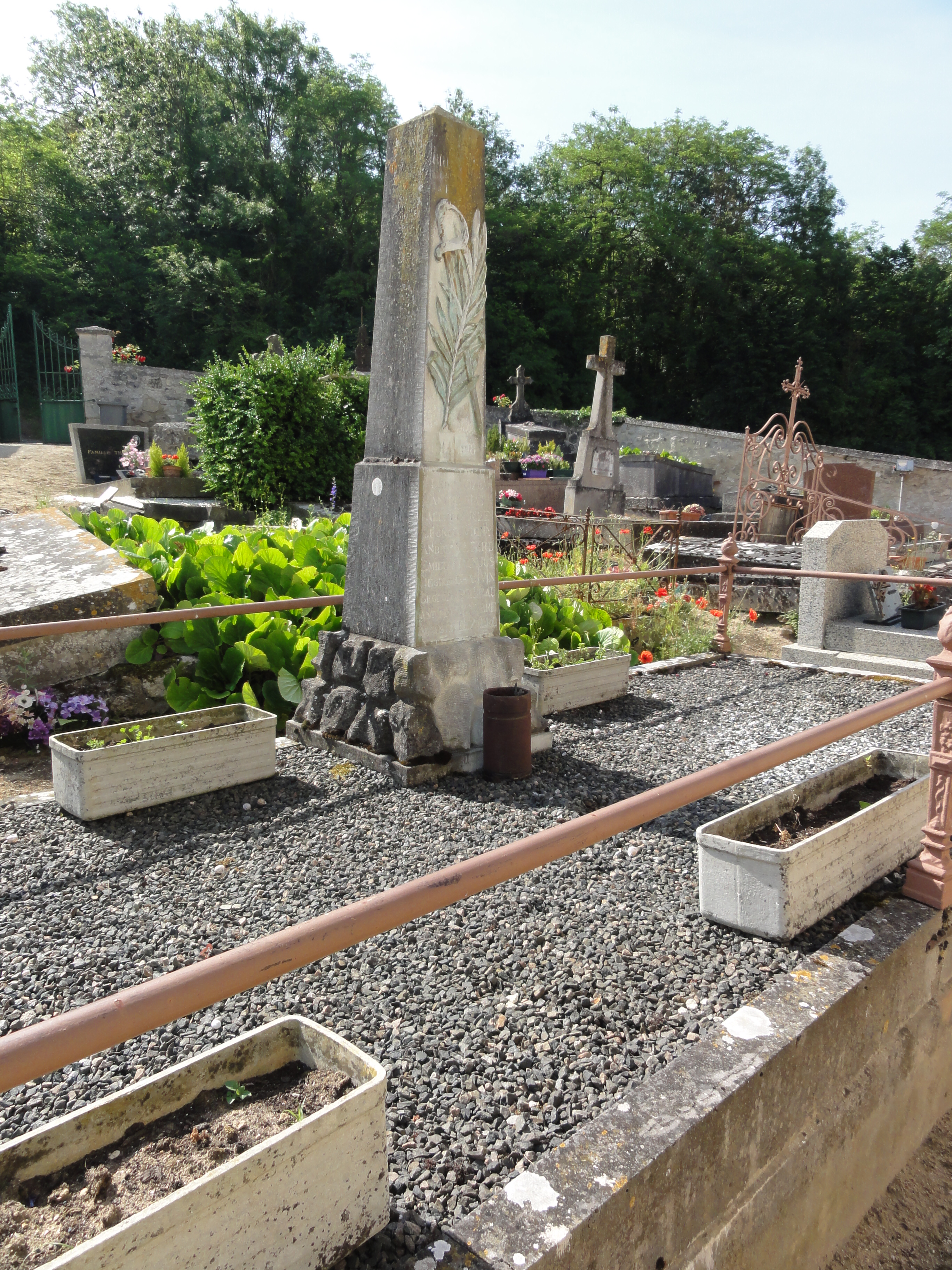
Gefallenendenkmal